# Micardia itremo
Micardia itremo är en fjärilsart som beskrevs av Pierre E.L. Viette 1982. Micardia itremo ingår i släktet Micardia och familjen nattflyn. Inga underarter finns listade i Catalogue of Life.